# Supernova (Lisa Lopes)
Supernova är den amerikanska rapparen/sångerskan Lisa Lopes debutalbum släppt den 14 augusti 2001 under skivbolaget Arista Reckords. Albumet släpptes aldrig i USA på grund av dåliga listprestationer och försäljningssiffror. Endast en singel gavs ut från skivan, The Block Party.

## Bakgrund
Albumet gavs inte ut i USA men det släpptes i flera andra länder. Första singeln släpptes under sommaren 2001 och blev en topp 20-hit i England. Den andra singeln planerades att bli "Hot!" klargjordes i slutet av The Block Partys musikvideo, när skivan inte släpptes i USA ställdes alla övriga singlar in. När Arista beslöt sig att inte släppa Supernova i USA försökte Lopes att sälja den på sin webbsida utan någon större framgång, hon började då jobba på nytt material till en andra skiva samma år.

## Medias mottagande
MTV Asia förklarade; "Left Eye är som gjord att skapa världshittar då hon lyckades bra med gruppen TLC. Hennes första soloförsök utstrålar självsäkerhet men också av goda avsikter och är mycket smakligt. Allmusic gav dock skivan endast 2 och en halv stjärna av 5 möjliga.

## Innehållsförteckning
| Nr  | Titel                                                                                       | Längd |
| --- | ------------------------------------------------------------------------------------------- | ----- |
| 1.  | Life Is Like a Park (featuring Carl Thomas)                                                 | 4:03  |
| 2.  | Hot!                                                                                        | 4:12  |
| 3.  | The Block Party                                                                             | 4:04  |
| 4.  | Let Me Live                                                                                 | 3:53  |
| 5.  | Jenny (featuring Jazze Pha)                                                                 | 6:07  |
| 6.  | I Believe in Me                                                                             | 4:17  |
| 7.  | Rags to Riches (featuring Andre Rison)                                                      | 4:32  |
| 8.  | True Confessions (featuring Angela Hunte)                                                   | 3:53  |
| 9.  | Untouchable (featuring Tupac Shakur)                                                        | 5:34  |
| 10. | Head to the Sky (featuring Blaque)                                                          | 4:14  |
| 11. | The Universal Quest (featuring Esthero)                                                     | 5:51  |
| 12. | A New Star Is Born (featuring Tangi Forman)                                                 | 4:39  |
| 13. | Breathe (featuring Grant Geissman) (Hidden track)                                           | 4:25  |
| 14. | Friends (Featuring Cassandra Lucas) (Japan bonus track; also B-side on "The Block Party")   | 4:45  |
| 15. | Tampered With (Featuring Wanya Morris & Shamari Fears) (B-side on "The Block Party" single) | 4:24  |

## Releasehistorik
| Region         | Datum            | Format |
| -------------- | ---------------- | ------ |
| Storbritannien | 14 augusti 2001  |        |
| Australien     | 12 november 2001 |        |
| Kina           | 12 mars 2002     |        |
| Japan          | 28 januari 2003  |        |

## Listor
| Listor (2001)  | Topposition |
| -------------- | ----------- |
| UK Album Chart | 13          |